# 沈哈高速动车组列车
沈哈高速动车组列车是中国铁路运行于辽宁省省会沈阳市沈阳北站与黑龙江省省会哈尔滨市哈尔滨西站的高速动车组列车，自2013年4月21日起开行，现每日开行1趟，由哈尔滨局集团牡丹江客运段担任客运乘务，列车车次为G755次。

## 历史
2013年4月21日开始，随着哈大高铁实行夏季运行图，增开沈阳北站至哈尔滨西站的高速动车组列车。
目前，沈阳与哈尔滨之间始发终到的列车仅剩一趟G755次列车，其余列车均为过路车。

## 时刻表
- 以下数据截止2022年6月27日：

| 里程 | 停靠站   | G755次 | G755次 |
| 里程 | 停靠站   | 到点   | 开点   |
| ---- | -------- | ------ | ------ |
| 0    | 沈阳北   | —      | 17:14  |
| 101  | 开原西   | 17:41  | 17:50  |
| 298  | 长春西   | 18:33  | 18:35  |
| 498  | 双城北   | 19:21  | 19:23  |
| 538  | 哈尔滨西 | 19:39  | —      |

## 使用列车
本趟列车使用配属哈尔滨局集团哈尔滨西动车运用所的CRH380BG。